# 倉野信次
倉野 信次（くらの しんじ、1974年9月15日 - ）は、三重県度会郡小俣町（現：伊勢市）出身の元プロ野球選手（投手）、プロ野球コーチ。

## 来歴・人物

### プロ入り前
宇治山田高校では2年夏の大会で県ベスト8、3年夏には同校史上77年ぶりの全国大会出場を狙って決勝まで進出するが、三重高校にサヨナラ負けを喫し甲子園には出場できず。東都大学野球リーグの青山学院大では同期の井口忠仁・澤崎俊和・清水将海や2学年下の高須洋介らと共に黄金時代を築く。3年秋の明治神宮大会では初戦で先発勝利、決勝の明大戦は先発したが途中降板し準優勝。4年春は大学選手権で準々決勝に先発して完封すると決勝の九州共立大戦で先発したが序盤で澤崎に交代し、井口の2本塁打もあって優勝。東都大学野球リーグ通算41試合登板、17勝7敗、防御率3.17、154奪三振。3年生春に7勝1敗で最優秀投手とベストナインに選ばれた。1995年のユニバーシアード福岡大会の代表メンバーにも選ばれた。
1996年のドラフト会議で、福岡ダイエーホークスから4位指名を受け、入団した。

### ダイエー時代
1年目の1997年はジュニアオールスターゲームでMVPを獲得。2年目の1998年、中継ぎで36試合に登板しプロ初勝利を挙げた。しかし、翌1999年から2000年の2年間は低迷。この間、チームはパシフィック・リーグ（パ・リーグ）連覇を達成したが、倉野自身は両年とも1桁登板に終わっている。
2001年、前半は谷間の先発、後半はストッパーのロドニー・ペドラザをはじめリリーフ陣が不調で、終盤大事な場面で登板する機会に多く恵まれ、7勝を挙げた。しかし翌2002年や、チームが倉野の入団後で3回目のリーグ優勝を達成した2003年は再び2年連続1桁登板と低迷する。2004年は中継ぎ・谷間の先発とフル回転。特に先発では負け無しの7連勝を記録するなど9勝1敗、防御率2.55を記録。西武ライオンズとのプレーオフでは1勝2敗と後が無くなった第4戦に登板し、6回無失点の好投で勝利投手となった。しかし、チームは翌日敗れ、リーグ優勝を逃した。
2007年は一軍出場がなく、10月6日に球団から戦力外通告を受けた。12球団合同トライアウト受験後、千葉ロッテマリーンズのテストを受けるも入団には至らなかった。シーズン後のファン感謝祭での退団選手による挨拶の際、「2004年のプレーオフでファンの方々から『ナイスピッチング』より、『ありがとう』の声が多かったことは忘れません。僕のほうこそ皆さんのおかげでいいピッチングができ、お礼を言いたかったのに。本当にプロ野球選手になってよかったな、と思いました」と言い、喝采を浴びた。その後は11月30日付で自由契約公示され、現役引退した。

### 引退後
引退後は球団のチーム運営部スタッフを経て、2009年、二軍投手コーチ補佐に就任した。背番号は94。
2011年からはチームの三軍制導入に伴い、三軍投手コーチに配置転換された。武田翔太・千賀滉大を育てるなど手腕を発揮した。
その後、2015年は二軍投手コーチ（チーフ）、2016年は一軍投手総合巡回コーチ、2017年・2018年までは一軍投手統括コーチ、2019年は一軍投手コーチ、2020年・2021年はファーム投手統括コーチを務め、2021年10月29日に同年限りで退団することが発表された。
12月6日、翌年から米国でのコーチ留学に挑むことを表明。2022年、2月14日に大リーグ・テキサス・レンジャーズ傘下のマイナーリーグでコーチ研修することが決まった。背番号は74。レンジャーズの研修終了後に古巣・ソフトバンクの宮崎キャンプを訪問し、11月12日・13日にチームの首脳陣、選手を対象に「夜間特別講義」を開いた。
2023年1月19日、前年までコーチ研修をしていたレンジャーズ傘下マイナー投手育成コーチに就任し、MLB初の日本人投手コーチとなった。
MLBシーズン終了後にレンジャーズ傘下マイナー投手育成コーチを退団。他球団からもオファーがあったが、大学の先輩、現役時代同僚の小久保裕紀新監督が「投手陣、特に先発陣の立て直し」を課題に掲げて小久保監督の要請で2023年10月31日、2024年から一軍投手コーチ（チーフ）兼ヘッドコーディネーター（投手）として、ソフトバンクに復帰することが発表された。翌11月1日に行われた就任会見で「（日本に）帰ってくるタイミングは探していたけど、正直レンジャーズさんも残って欲しいと（言ってもらった）。けれど、25年間ホークスでお世話になって僕を育ててくれた球団。そんな球団が僕に助けを求めてくれた、その事実が重く感じた。自分勝手に夢を追い求めるよりは、恩を返したいと思って戻る決意をしました」と復帰の思いを語った。昨秋から各投手と面談を重ね、8年目のリバン・モイネロ、2年目の大津亮介を救援から先発に配置転換した。四球に対する印象を変えた。倉野は割り切った、重要なのは「0で帰ってくること」、今季8勝と覚醒したカーター・スチュワートは無四球だったのが1試合のみ。それでも防御率2・03の成績を残した、最速160キロ右腕の杉山一樹は制球難と言われながら終盤は勝利の方程式入り。昨季は規定投球回到達者がゼロだったチームは、モイネロと有原航平がこれに到達し、チーム防御率もリーグ1位。前年は防御率リーグ5位の3.63と苦しんだ先発陣が今季はリーグトップの2.50と大幅に改善、救援防御率2.58もリーグ1位。同年のリーグ優勝を支えた。

## 指導者として
ソフトバンクコーチ時代は自身が指導した投手の球速が10キロ以上アップするなど劇的に成長する様が、プロ野球ファンの間で「魔改造」と呼ばれる。
指導する際は「伝える力」「長所を伸ばす」「成功体験」「アドバイスはシンプルに」「モチベーションを上げる」の5点を大切にしている。その中でも「伝える力」を最も重要視している。
「短所を修正させようとすることで長所も同時に消えてしまい、結局何も残らないということが起こりがち」という考えから、短所はできるだけ目立たない程度にするにとどめるなど無理に改善するよう指導しない方針。
本人は2022年4月公開の上原浩治の公式YouTubeチャンネルの動画で「新人選手のレベルが落ちている」という主張をしており、最近(2022年時点)の選手の間では地味なことをコツコツやる大切さが薄れてきている、投手の球速だけは速くなったが走り込みが足りておらず体力が自分の現役時代より低下しているため1シーズンに渡ってパフォーマンスを維持することができないとしている。アマチュア球界全体で厳しい練習をしなくなった影響で体力のレベルが落ちている中で、特に大学球界の選手達の体力低下が著しいと嘆いており、(この動画の公開から)5、6年前あたりまでは亜細亜大学出身者が球界を席巻していたことを根拠に「未だに昔ながらの体力を持っているのは亜細亜大学ぐらいじゃないですか?」と評している。
自身の現役時代のコーチは「自分の理論に当てはまる人だけ面倒を見て一軍に上げていく」という方針であったため、自身がコーチになった際はそうしたコーチングは理不尽なのでやめようと誓った。同時に選手1人1人に向き合い、二軍の選手は全員一軍昇格を視野に入れて指導するように決めた。
上原浩治は、柔和な性格の倉野がプロ野球のコーチを行っていることに意外の念を覚えているが、本人はソフトバンクのコーチで一番怒るのは自分だと主張している。

## 詳細情報

### 年度別投手成績
| 年 度      | 球 団                 | 登 板 | 先 発 | 完 投 | 完 封 | 無 四 球 | 勝 利 | 敗 戦 | セ 丨 ブ | ホ 丨 ル ド | 勝 率 | 打 者 | 投 球 回 | 被 安 打 | 被 本 塁 打 | 与 四 球 | 敬 遠 | 与 死 球 | 奪 三 振 | 暴 投 | ボ 丨 ク | 失 点 | 自 責 点 | 防 御 率 | W H I P |
| ---------- | --------------------- | ----- | ----- | ----- | ----- | -------- | ----- | ----- | -------- | ----------- | ----- | ----- | -------- | -------- | ----------- | -------- | ----- | -------- | -------- | ----- | -------- | ----- | -------- | -------- | ------- |
| 1997       | ダイエー ソフトバンク | 15    | 2     | 0     | 0     | 0        | 0     | 0     | 0        | --          | ----  | 154   | 32.2     | 44       | 1           | 17       | 0     | 1        | 23       | 2     | 0        | 18    | 17       | 4.68     | 1.87    |
| 1998       | ダイエー ソフトバンク | 36    | 0     | 0     | 0     | 0        | 1     | 0     | 0        | --          | 1.000 | 223   | 51.1     | 43       | 4           | 35       | 1     | 2        | 21       | 3     | 1        | 26    | 24       | 4.21     | 1.52    |
| 1999       | ダイエー ソフトバンク | 8     | 2     | 0     | 0     | 0        | 0     | 1     | 0        | --          | .000  | 85    | 14.2     | 30       | 4           | 10       | 1     | 2        | 6        | 1     | 0        | 28    | 23       | 14.11    | 2.73    |
| 2000       | ダイエー ソフトバンク | 2     | 0     | 0     | 0     | 0        | 0     | 1     | 0        | --          | .000  | 21    | 4.1      | 3        | 0           | 4        | 1     | 1        | 3        | 0     | 0        | 1     | 1        | 2.08     | 1.62    |
| 2001       | ダイエー ソフトバンク | 34    | 8     | 1     | 0     | 0        | 7     | 4     | 1        | --          | .636  | 388   | 88.1     | 83       | 11          | 47       | 1     | 5        | 58       | 3     | 0        | 37    | 37       | 3.77     | 1.47    |
| 2002       | ダイエー ソフトバンク | 9     | 0     | 0     | 0     | 0        | 1     | 0     | 0        | --          | 1.000 | 44    | 9.1      | 14       | 3           | 2        | 0     | 0        | 8        | 0     | 0        | 8     | 8        | 7.71     | 1.71    |
| 2003       | ダイエー ソフトバンク | 6     | 2     | 0     | 0     | 0        | 0     | 0     | 0        | --          | ----  | 59    | 13.2     | 15       | 3           | 7        | 0     | 0        | 8        | 1     | 0        | 10    | 10       | 6.59     | 1.61    |
| 2004       | ダイエー ソフトバンク | 37    | 9     | 0     | 0     | 0        | 9     | 1     | 0        | --          | .900  | 371   | 88.1     | 88       | 6           | 27       | 1     | 5        | 37       | 0     | 0        | 32    | 25       | 2.55     | 1.30    |
| 2005       | ダイエー ソフトバンク | 15    | 4     | 0     | 0     | 0        | 1     | 1     | 0        | 2           | .500  | 136   | 30.1     | 39       | 4           | 7        | 0     | 2        | 11       | 0     | 0        | 23    | 21       | 6.23     | 1.52    |
| 2006       | ダイエー ソフトバンク | 2     | 1     | 0     | 0     | 0        | 0     | 1     | 0        | 0           | .000  | 38    | 8.1      | 13       | 4           | 1        | 0     | 0        | 1        | 0     | 0        | 9     | 8        | 8.64     | 1.68    |
| 通算：10年 | 通算：10年            | 164   | 28    | 1     | 0     | 0        | 19    | 9     | 1        | 2           | .679  | 1519  | 341.1    | 372      | 40          | 157      | 5     | 18       | 176      | 10    | 1        | 192   | 174      | 4.59     | 1.55    |

- ダイエー（福岡ダイエーホークス）は、2005年にソフトバンク（福岡ソフトバンクホークス）に球団名を変更

### 表彰
- ジュニアオールスターゲームMVP（1997年）

### 記録
初記録
- 初登板：1997年4月10日、対日本ハムファイターズ1回戦（福岡ドーム）、9回表に4番手で救援登板・完了、1回無失点
- 初奪三振：1997年4月16日、対近鉄バファローズ2回戦（大阪ドーム）、2回裏に武藤孝司から
- 初先発登板：1997年8月31日、対近鉄バファローズ24回戦（大阪ドーム）、5回無失点
- 初勝利：1998年5月2日、対近鉄バファローズ4回戦（福岡ドーム）、9回表1死に3番手で救援登板・完了、2/3回無失点
- 初完投：2001年5月30日、対千葉ロッテマリーンズ12回戦（千葉マリンスタジアム）、8回4失点で敗戦投手
- 初先発勝利：2001年8月28日、対日本ハムファイターズ23回戦（東京ドーム）、7回2/3を1失点
- 初セーブ：2001年9月25日、対千葉ロッテマリーンズ28回戦（千葉マリンスタジアム）、10回裏一死に7番手で救援登板・完了、2/3回無失点
- 初ホールド：2005年3月27日、対北海道日本ハムファイターズ2回戦（福岡Yahoo! JAPANドーム）、10回表に5番手で救援登板、1回2/3を無失点

### 背番号
- 41（1997年 - 2007年）
- 94（2009年 - 2021年、2024年 - ）
- 74（2022年 - 2023年）

### 代表歴
- 第18回ユニバーシアード競技大会日本代表：銅メダル
- 第24回日米大学野球選手権大会 日本代表[24]
- 第25回日米大学野球選手権大会 日本代表[25]

### 著書
- 踏み出す一歩　そして僕は夢を追いかけた（ブックダム　2023年10月13日）　ISBN：978-4-911160-00-8
- 魔改造はなぜ成功するのか（角川書店 2021年12月08日） - ISBN コード : 9784041111451